# Vinot & Deguingand
La Vinot & Deguingand è stata una casa automobilistica francese attiva dal 1898 al 1926.

## Storia

### Storia dell'azienda
Una delle più sconosciute case francesi, la Vinot & Deguingand fu fondata nel 1898 a Puteaux da Lucien-Marie Vinot-Préfontaine e Albert Deguingand, i quali diedero il nome alla Casa stessa. Inizialmente la società si occupò della produzione di biciclette: solo a partire dal 1901 venne estesa alla produzione di autovetture, la quale divenne anche il ramo prevalente nell'attività della fabbrica di Puteaux.
Secondo alcune fonti, a partire dal 1907 la ragione sociale venne comunque mutata semplicemente in Vinot, ma sta di fatto che i due nomi, o quantomeno le loro due iniziali, continuarono ad essere utilizzati anche dopo la fine della prima guerra mondiale. È del 1909, invece, l'acquisizione della Gladiator: a partire da questo evento, si vennero a creare due gamme di modelli di fascia alta praticamente identiche, ognuna con il proprio marchio. Ben presto le vetture della Vinot & Deguingand furono prodotte anche in Inghilterra su licenza: la fabbrica inglese, con ragione sociale Vinot Cars Ltd., aveva sede a Londra e uno dei modelli più apprezzati fu commercializzato sotto il nome La Silencieuse, a voler sottolineare le sue qualità di comfort di marcia.
Nel 1912, la Vinot realizzò una nuova vettura da gara, dotata di carrozzeria ultra-profilata e di motore da 3 litri. La vettura venne impiegata in alcune manifestazioni sportive, come il Gran Premio di Francia, che in quello stesso 1912 si tenne a Dieppe. L'attività sportiva non arrivò comunque mai a premiare degnamente gli sforzi della Vinot, che pure sperimentava soluzioni originali e assolutamente significative, come gli stessi studi aerodinamici applicati nelle competizioni.
Con l'arrivo della guerra, l'attività della Vinot si interruppe, per riprendere al termine del conflitto senza più proporre il marchio Gladiator, che fu così estinto. Nel frattempo, il fondatore Lucien-Marie Vinot-Préfontaine morì, ragion per cui dopo la guerra si dovette procedere ad un riassetto aziendale che comportò fra l'altro l'acquisto di un nuovo stabilimento a Nanterre e che provocò un sensibile ritardo nel riavvio della produzione, sebbene già nel 1919 al Salone di Parigi la Vinot fu presente con il suo nuovo modello Type BO. Questo fatto, unito alla mancanza di idee del nuovo direttivo, provocò un progressivo calo nelle richieste, pertanto la Casa fu costretta a chiudere i battenti nel 1926. L'unico lampo di iniziativa fu l'iscrizione alla 24 Ore di Le Mans del 1923 di una vettura da competizione, pilotata dai fratelli Léon e Lucien Molon: la vettura terminò al 6º posto di categoria e 26º in classifica generale. Dalle ceneri dell'azienda, Albert Deguingand fondò l'omonimo costruttore, che ebbe però vita breve.
Lo stabilimento di Nanterre venne venduto alla Donnet-Zédel, per poi finire alla SIMCA nel 1935.

### Produzione automobilistica
I primi modelli Vinot & Deguingand montavano un bicilindrico da 1,5 litri in grado di erogare 5,5 CV e montavano una trasmissione a catena. Due anni dopo, nel 1903, il modello di base venne ridenominato 10CV e venne affiancato dalla Type H 14CV, una vettura dotata di motore a 4 cilindri da 3,3 litri, che ebbe un discreto successo, anche grazie ad alcuni successi sportivi, come il terzo posto al Tourist Trophy del 1905. Sempre del 1903 fu anche la Type F 18CV, mentre proprio al 1905 risale l'ammiraglia con motore da 5,8 litri e 30 CV fiscali. Il modello verrà poi spodestato al vertice della gamma da un nuovo modello ancora più esclusivo e con motore da 6,5 litri. Quest'ultimo fu il primo modello della casa di Puteaux a montare un motore a 6 cilindri, ma di fatto ottenne uno scarso successo di vendite. Nel 1908 altri modelli di fascia alta e di lusso furono presentati, ma non tutti ebbero un grande successo. Due anni più tardi vi fu l'arrivo della 24CV con motore da 4 litri, mentre alla vigilia dello scoppio della Prima Guerra Mondiale, la gamma Vinot era composta da quattro modelli, uno di fascia medio-alta, dotato di motore da 1.7 litri, due di fascia alta, da 2.1 e 2.6 litri ed uno di lusso con motore da 4.2 litri. Al termine della guerra, la produzione lentamente riprese: nel 1919, come già accennato in precedenza, a Parigi venne presentata la Type BO con motore da 2,6 litri, un modello da 12 CV fiscali a cui nel 1921 fece seguito la 10CV, dotata invece di motore da 1.8 litri. Seguirono la Type BM e la Type BP, ma a quel punto l'andamento della Casa di Puteaux era decisamente zoppicante e privo di novità: la chiusura sarebbe arrivata di lì a non molto.